# Artsana
Artsana es una empresa multinacional italiana creada en 1946 por iniciativa de Pietro Catelli como una pequeña empresa familiar especializada en venta de productos médicos y de higiene para las farmacias. Actualmente fabrica y vende ropa de bebé, juguetes, enfermería, sanitarios y productos cosméticos.
Su sede y centros de producción están ubicados en los municipios de Grandate y Casnate Con Bernate, cerca de Como, Italia.
El Grupo Artsana está hoy presente en todo el mundo, con 19 sucursales, de las cuales 13 están en Europa.
El grupo posee las marcas Chicco, Artsana y Prenatal. Además, fabrica y distribuye las agujas hipodérmicas Pic indolor y los preservativos Control. 